# 단조함수

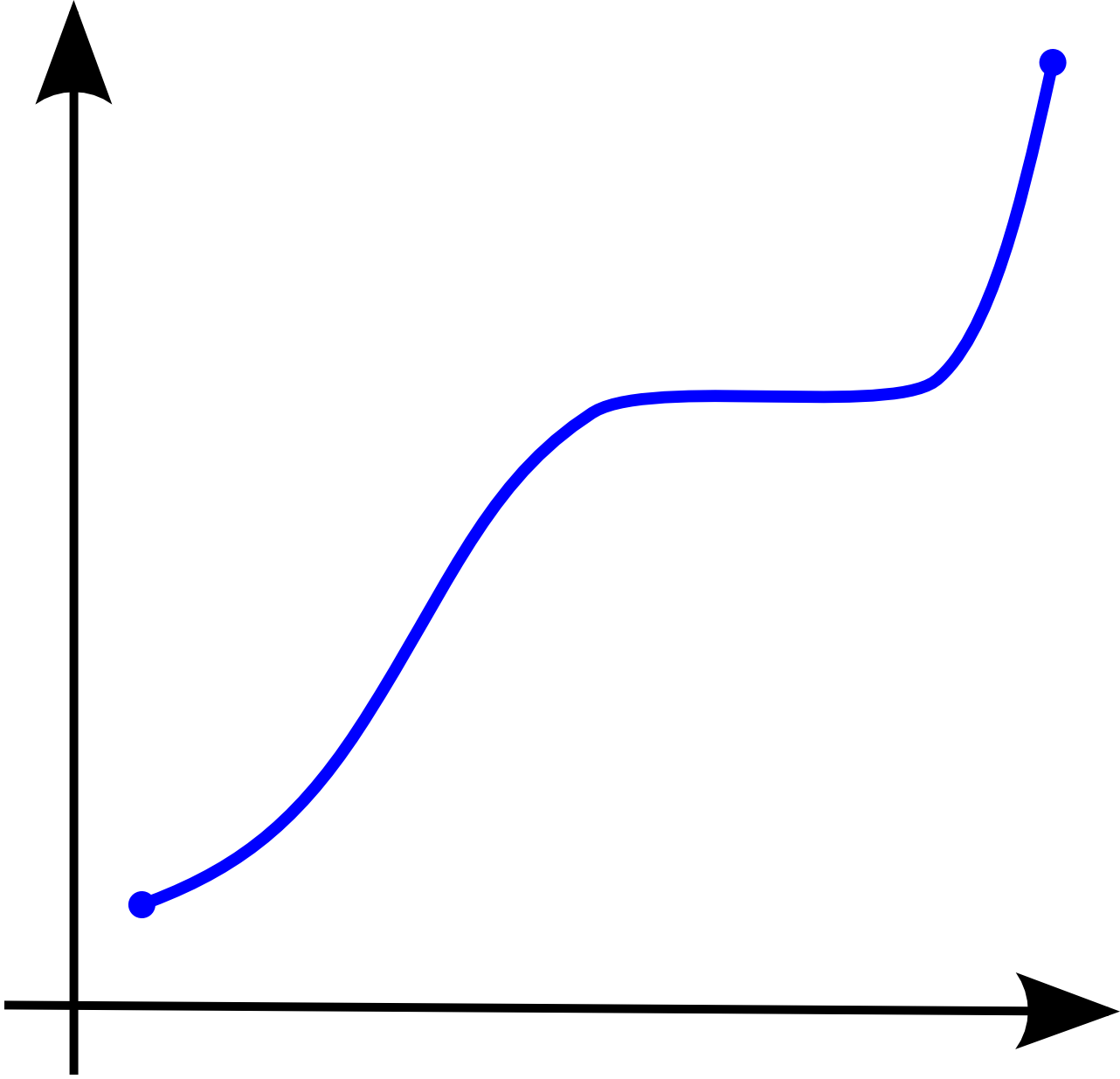
단조 증가. 강한 단조 증가는 아니다.

수학에서 단조 함수(單調函數, 영어: monotonic function)는 주어진 순서를 보존하는 함수이다. 기하학적으로, 실수 단조 함수의 그래프는 왼쪽에서 오른쪽으로 줄곧 상승하거나 줄곧 하강한다. 대수학적으로, 단조 함수는 두 순서 집합 사이의 준동형이다.

## 정의
실수 구간 {\displaystyle I}를 정의역, 실수 집합 {\displaystyle \mathbb {R} }을 공역으로 하는 함수 {\displaystyle f\colon I\to \mathbb {R} }이 다음 두 조건 중 하나를 만족시키면, 단조 함수라고 한다.
- 임의의 {\displaystyle x,y\in I}에 대하여, {\displaystyle x\leq y}이면 {\displaystyle f(x)\leq f(y)}. 이 경우, {\displaystyle f}를 증가 함수(增加函數, 영어: increasing function)라고 하고, {\displaystyle f}가 단조 증가(영어: monotonically increasing)한다고 한다.
- 임의의 {\displaystyle x,y\in I}에 대하여, {\displaystyle x\leq y}이면 {\displaystyle f(x)\geq f(y)}. 이 경우, {\displaystyle f}를 감소 함수(減少函數, 영어: decreasing function)라고 하고, {\displaystyle f}가 단조 감소(영어: monotonically decreasing)한다고 한다.

만약 다음 두 조건 중 하나를 만족시키면, 강한 단조 함수(영어: strictly monotonic function)라고 한다.
- 임의의 {\displaystyle x,y\in I}에 대하여, {\displaystyle x<y}이면 {\displaystyle f(x)<f(y)}. 이 경우, {\displaystyle f}를 강한 증가 함수(영어: strictly increasing function)라고 한다.
- 임의의 {\displaystyle x,y\in I}에 대하여, {\displaystyle x<y}이면 {\displaystyle f(x)>f(y)}. 이 경우, {\displaystyle f}를 강한 감소 함수(영어: strictly decreasing function)라고 한다.

즉, 단조 함수는 순서 관계 {\displaystyle \leq }를 보존하거나 반전시키는 함수이며, 강한 단조 함수는 절대 순서 관계 {\displaystyle <}를 보존하거나 반전시키는 함수이다. 강한 단조 함수는 단조 함수보다 강한 개념이다. 예를 들어, 단조 함수는 어떤 부분 구간에서 줄곧 상수일 수 있으나, 강한 단조 함수는 그럴 수 없다.
실수 부분 집합 {\displaystyle D\subset \mathbb {R} }에서 실수 집합 {\displaystyle \mathbb {R} }로 가는 함수 {\displaystyle f\colon D\to \mathbb {R} }의, 부분 구간 {\displaystyle I\subset D}에서의 단조성은, {\displaystyle f}의 {\displaystyle I}로의 제한 {\displaystyle f|_{I}}의 단조성을 뜻한다.
보다 일반적으로, 두 부분 순서 집합 {\displaystyle (X,\leq )}, {\displaystyle (Y,\preceq )}사이의 순서 보존 사상(順序保存寫像, 영어: order-preserving map)은 임의의 {\displaystyle x,y\in X}에 대하여 {\displaystyle x\leq y}이면 {\displaystyle f(x)\preceq f(y)}인 함수 {\displaystyle f\colon X\to Y}이다. 즉, 두 부분 순서 집합 사이의 준동형이다.
두 부분 순서 집합 사이의 순서 반전 사상(영어: order-reversing map)은 임의의 {\displaystyle x,y\in X}에 대하여 {\displaystyle x\leq y}이면 {\displaystyle f(x)\succeq f(y)}인 함수 {\displaystyle f\colon X\to Y}이다. 즉, 첫번째 부분 순서 집합과 두번째 부분 순서 집합 사이의 역순서 준동형이다.

## 미분과 단조성
미분은 함수의 단조성을 판별하는 좋은 도구이다.
미분 가능한 실수 함수 {\displaystyle f\colon D\to \mathbb {R} }와 부분 구간 {\displaystyle I\subset D}에 대하여, 다음 성질들이 성립한다.
- {\displaystyle f}가 {\displaystyle I}에서 단조 증가할 필요 충분 조건은, 임의의 {\displaystyle x\in I}에 대하여, {\displaystyle f'(x)\geq 0}인 것이다.[1]
- {\displaystyle f}가 {\displaystyle I}에서 단조 감소할 필요 충분 조건은, 임의의 {\displaystyle x\in I}에 대하여, {\displaystyle f'(x)\leq 0}인 것이다.[1]

같은 {\displaystyle f} 및 {\displaystyle I}에 대하여, 강한 단조 함수에 대한 다음 성질들도 성립한다.
- {\displaystyle f}가 {\displaystyle I}에서 강한 증가 함수일 필요 충분 조건은, 임의의 {\displaystyle x\in I}에 대하여, {\displaystyle f'(x)\geq 0}이며, 임의의 {\displaystyle x\in J}에 대하여 {\displaystyle f'(x)=0}인 부분 구간 {\displaystyle J\subset I}가 존재하지 않는 것이다.
- {\displaystyle f}가 {\displaystyle I}에서 강한 감소 함수일 필요 충분 조건은, 임의의 {\displaystyle x\in I}에 대하여, {\displaystyle f'(x)\leq 0}이며, 임의의 {\displaystyle x\in J}에 대하여 {\displaystyle f'(x)=0}인 부분 구간 {\displaystyle J\subset I}가 존재하지 않는 것이다.

특히, 만약 {\displaystyle I}에서 항상 {\displaystyle f'(x)>0}이거나, 항상 {\displaystyle f'(x)<0}이면, {\displaystyle f}는 {\displaystyle I}에서 강한 단조 함수이다. 그러나 역은 성립하지 않는다. 예를 들어, 함수 {\displaystyle f(x)=x^{3}}은 실수 전체에서 강한 증가 함수이지만, {\displaystyle f'(0)=0}이다.
구간 {\displaystyle I}에 정의된 실수 단조 함수 {\displaystyle f\colon I\to \mathbb {R} }에 대하여, 다음 성질들이 성립한다.
- {\displaystyle f}의 불연속점은 모두 단순 불연속점이다.
- {\displaystyle f}의 불연속점은 많아야 가산 개이다.[2]:96
- (르베그 미분가능성 정리) {\displaystyle f}의 미분 불가능점은 많아야 영측도이다.

이에 따라, 연속 함수가 아니거나 미분 불가능한 단조 함수의 성질은 상당히 제한된다.

## 같이 보기
- 스피어먼 상관 계수